# Objectbeveiliging
Objectbeveiliging is het geheel van beveiliging-, portiers- en/of receptiediensten op een bepaald object. Door het verrichten van regelmatige controlerondes en het signaleren van onregelmatigheden worden alle voor het object vitale, ruimtes gecontroleerd. En wordt er tijdens deze rondes gelet op alles wat de organisatie schade kan berokkenen en (beginnende) onregelmatigheden kunnen in de kiem worden gesmoord. Ook het uitvoeren van toegangscontrole, sleutelbeheer, het ontvangen en registreren van bezoekers en het beantwoorden van de telefoon behoort tot de taken.